# Genay, Rhône
Genay är en kommun i departementet Rhône i regionen Auvergne-Rhône-Alpes i östra Frankrike. Kommunen ligger i kantonen Neuville-sur-Saône som tillhör arrondissementet Lyon. År 2022 hade Genay 5 632 invånare.

## Befolkningsutveckling
Antalet invånare i kommunen Genay
| Referens: INSEE |